# Adorf (Vogtland)
Adorf (ufficialmente Adorf/Vogtl., abbreviazione di Adorf/Vogtland) è una città di 4 729 abitanti della Sassonia, in Germania.

Appartiene al circondario del Vogtland.

## Storia
Il 1º gennaio 1999 alla città di Adorf venne aggregato il comune di Leubetha.